# Chamaepericlymenum unalaschkense
Chamaepericlymenum unalaschkense là một loài thực vật có hoa trong họ Cornaceae. Loài này được (Ledeb.) Rydb. miêu tả khoa học đầu tiên năm 1917.